# The Rainmaker (serie de televisión)
The Rainmaker es una serie de televisión de drama legal estadounidense basada en la novela homónima de 1995 de John Grisham. Está protagonizada por John Slattery y se estrenó a través de USA Network el 15 de agosto de 2025.

## Premisa
Un joven y prometedor abogado es despedido de su prestigioso bufete de oficinistas y contrata a una pequeña abogada de lesiones y a su poco honesta asistente legal, quienes trabajan en un antiguo restaurante remodelado. Pronto se ve enfrentado a su antiguo empleador en los tribunales cuando acepta una demanda por homicidio culposo que involucra a un hombre negro que falleció mientras recibía atención hospitalaria.

## Reparto

### Principales
- Milo Callaghan como Rudy Baylor
- Lana Parrilla como Jocelyn «Bruiser» Stone
- Madison Iseman como Sarah Plankmore
- P. J. Byrne como Deck Shifflet
- Dan Fogler como Melvin Pritcher
- Wade Briggs como Brad Noonan
- Robyn Cara como Kelly Riker
- John Slattery como Leo F. Drummond

### Recurrentes
- Tommie Earl Jenkins como Prince Thomas

## Episodios
| N.º | Título              | Dirigido por     | Escrito por                      | Fecha de emisión original | Audiencia (millones) |
| --- | ------------------- | ---------------- | -------------------------------- | ------------------------- | -------------------- |
| 1   | «Another Rainy Day» | Russell Lee Fine | Michael Seitzman y Jason Richman | 15 de agosto de 2025      | 0.527                |

## Producción

### Desarrollo
En 2018, se informó que Michael Seitzman y Jason Richman estaban desarrollando una adaptación televisiva de The Rainmaker para Hulu con ABC Studios. La serie estaba programada para ambientarse en un universo compartido con una adaptación de otra novela de John Grisham, Rogue Lawyer. Ambas series se habrían producido simultáneamente y contendrían una trama entrelazada con personajes compartidos, y se habrían podido ver de forma paralela o independiente. El concepto de serie paralela no siguió adelante con Hulu.
Tras firmar un acuerdo de primera opción con Blumhouse Television en 2021, Seitzman comenzó a desarrollar The Rainmaker como un proyecto independiente con el estudio. Blumhouse lo ofrecería a Lionsgate Television, y USA Network lo encargaría como serie en junio de 2024. Deadline informó de que la serie se consideraba parte de un giro de la cadena hacia la producción de dramas originales en la línea de su anterior era conocida como «Blue Sky».
Se lanzó un tráiler y una fecha de estreno el 4 de junio de 2025.

### Selección de reparto
El 12 de agosto de 2024, se anunció que John Slattery interpretaría a Leo F. Drummond. Dos días después, se anunció a Madison Iseman en el papel de Sarah Plankmore. El 20 de agosto de 2024, se anunció a Milo Callaghan en el papel protagónico de Rudy Baylor. Al día siguiente, se informó que Lana Parrilla como Jocelyn «Bruiser» Stone, y al día siguiente, se informó que PJ Byrne interpretaría el papel de Deck Shifflet. El 4 de septiembre de 2024, se informó que Robyn Cara estaría en el papel de Kelly Riker. El 12 de septiembre de 2024, se anunció que Dan Fogler tendría el papel de Melvin Pritcher. El 27 de septiembre de 2024, se anunció que Wade Briggs interpretaría a Brad Noonan. El 23 de octubre de 2024, se informó que Tommie Earl Jenkins interpretaría a Prince Thomas en un papel recurrente.

## Emisión
La serie tiene previsto su estreno a través de USA Network el 15 de agosto de 2025.

## Recepción
En el sitio web de agregador de reseñas Rotten Tomatoes la serie tiene un índice de aprobación del 43%, basándose en 14 reseñas. En Metacritic, tiene una puntuación media ponderada de 51 sobre 100 basada en 13 críticas, lo que indica reseñas «mixtas o promedio».